# Biesiekierz
Biesiekierz (niem. Biziker) – wieś w północno-zachodniej Polsce, położona w województwie zachodniopomorskim, w powiecie koszalińskim i gminie Biesiekierz, której jest siedzibą.
Według danych z 31 grudnia 2008 r. wieś miała 998 mieszkańców.
Przez wieś prowadzi droga wojewódzka nr 112.

## Historia
Wieś Biesiekierz od XVI w. stanowiła część majątku kołobrzeskiego rodu Holkenów, których główna siedziba mieściła się w pobliskim Nosowie. Następnie, aż do XIX wieku, wieś wielokrotnie zmieniała właścicieli. Pod koniec XVIII w. należała do rodziny von Kameke, a ostatnim właścicielem był Edward graf von Herztberg.
Komisja Ustalania Nazw Miejscowości przyjmując nazwę nawiązała do wyrazu „kierz” (krzak) oraz słowa „biesi” („diabelski”) lub „byczy”, ewentualnie do miejsca pozbawionego krzewów, czyli „bezkrza”.
W latach 1954–1972 wieś należała i była siedzibą władz gromady Biesiekierz. 

## Infrastruktura
Biesiekierz jest głównym ośrodkiem gminy. Zlokalizowany jest tu urząd gminy, biblioteka, posterunek policji, Centrum Zdrowia i Opieki Społecznej, klub wiejski, szkoła podstawowa, przedszkole, filia urzędu pracy i boisko gminne, z którego korzysta klub piłkarski Wybrzeże.
W miejscowości ma remizę jednostka Ochotniczej Straży Pożarnej, włączona do krajowego systemu ratowniczo-gaśniczego.

## Atrakcje turystyczne

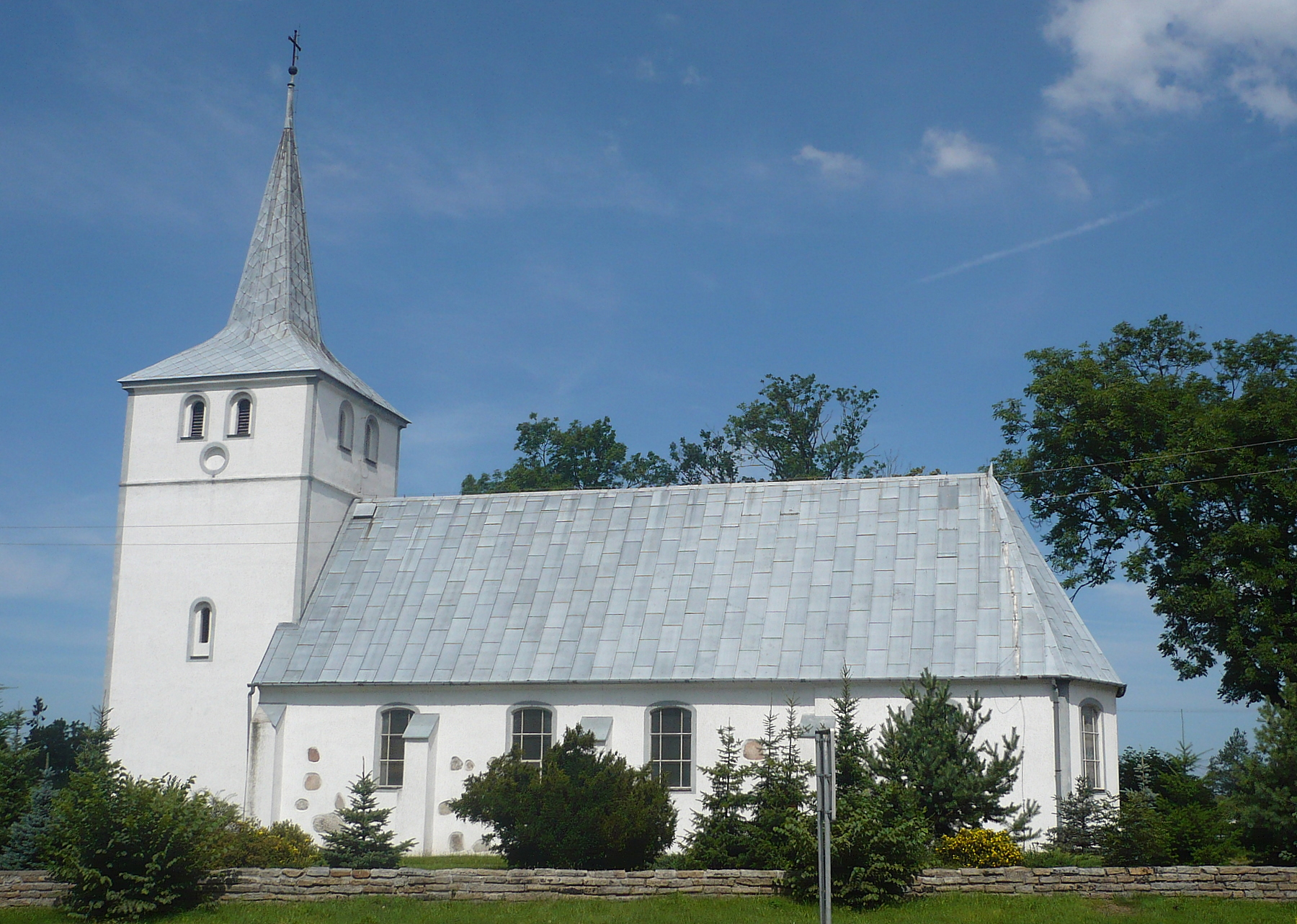
Kościół

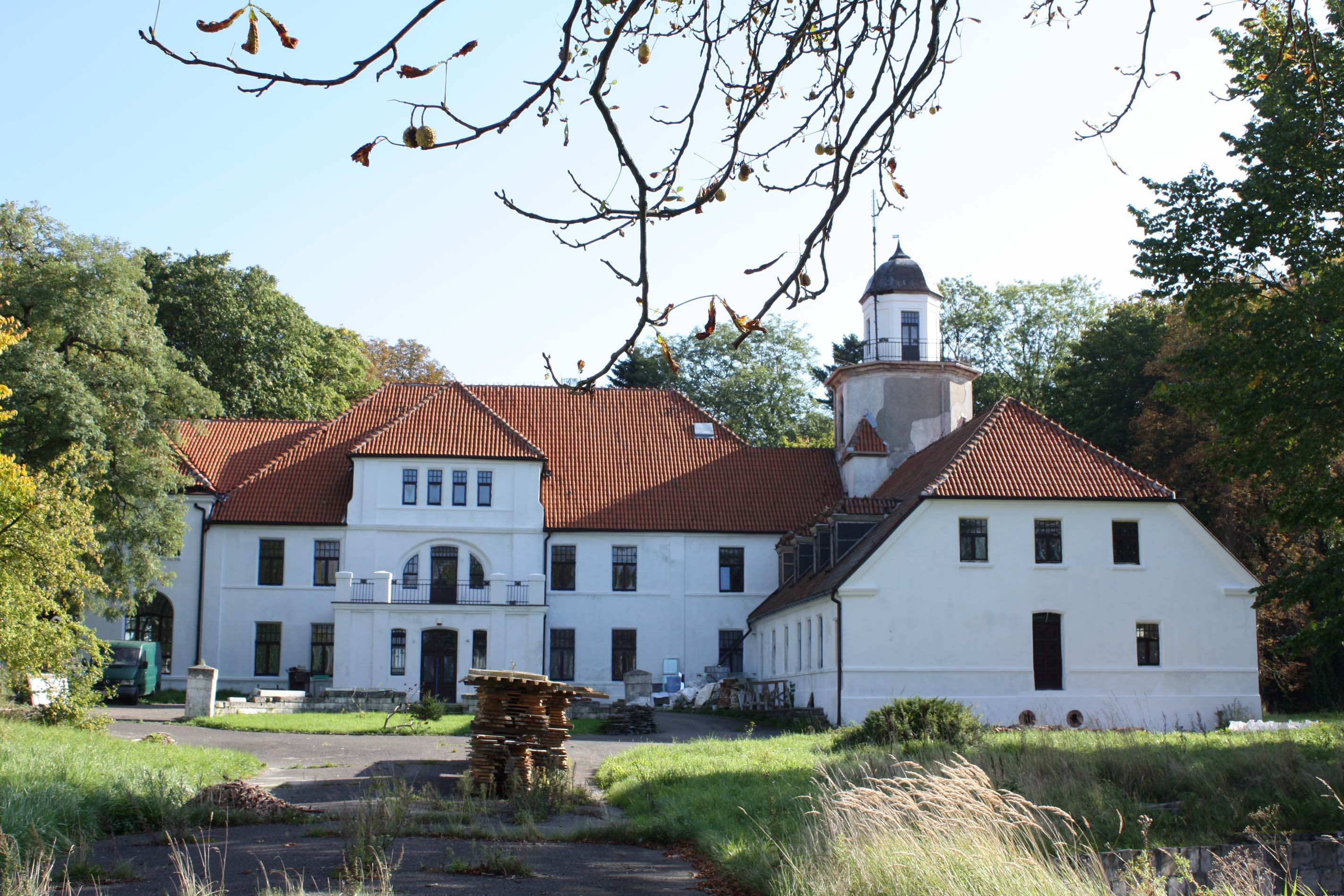
Pałac

Na terenie wsi znajduje się kościół pod wezwaniem Chrystusa Króla z XIV wieku. We wnętrzu kościoła znajduje się późnorenesansowy ołtarz oraz chrzcielnica z XVII w., fragment nastawy ołtarzowej z datą renowacji (1932), a także dwie rzeźby barokowe oraz dzwon gotycki.
W Biesiekierzu położony jest zespół pałacowo-parkowy z przełomu XIX i XX wieku, którego powierzchnia wynosi 2,5 hektara. Biesiekierska aleja dębowa, licząca 9 drzew, jest pomnikiem przyrody.

### Biesiekierz stolicą ziemniaka
Nieopodal pałacu od lat 80. XX wieku znajduje się Pomnik Ziemniaka mierzący ze stelażem 9 metrów, gdzie sama bulwa ma 3,95 m. Położony jest kilkanaście metrów na południe od dawnej trasy drogi krajowej nr 6 (obecnie droga wojewódzka nr 112). Według Urzędu Gminy Biesiekierz jest to prawdopodobnie największy na świecie monument ziemniaka. Został on utworzony na cześć dziewięciu nowych odmian tej rośliny, które wyhodowano w pobliskiej Hodowli Ziemniaka w Biesiekierzu. 9-metrowa wysokość pomnika jest symbolicznym nawiązaniem do tego sukcesu. Pomysłodawcą całego przedsięwzięcia był dyrektor Stacji Hodowli Roślin Mariusz Roeder. Jego autorem jest Wiesław Adamski. Prace nad pomnikiem trwały blisko rok, natomiast jego oficjalne odsłonięcie nastąpiło w 1983 roku.